# Singapore (fiume)
Il fiume Singapore è il più lungo fiume dello Stato omonimo.
Il fiume scorre dall'area centrale di Singapore fino all'Oceano Pacifico.
Date le dimensioni dello Stato il fiume è lungo solo 11 km e la sua bocca è stata usata anche come porto.
Dopo aver avuto problemi di grave inquinamento è stato ripulito tra il 1977 e il 1987.